# Руднев, Николай Павлович
Николай Павлович Руднев (2 июля 1898 — 27 сентября 1954) — генерал-майор ВС СССР, начальник Барнаульского военно-пехотного училища в 1941—1947 годах и Казанского суворовского военного училища в 1951—1954 годах.

## Биография
Родился 2 июля 1898 года в селе Елань (Старооскольская волость, Ефремовский уезд, Тульская губерния). Окончил Александровское военное училище в 1917 году, в рядах РККА с 1918 года, участник Гражданской войны.
С 1921 года на военно-преподавательской работе в войсках. Занимал посты командира подразделений пехотных курсов и окружной пехотной школы. В 1933 году назначен начальником учебного центра переподготовки комсостава. Помощник командира 62-й стрелковой дивизии в 1938 году, в 1940—1941 годах — начальник Славутского пехотного училища. С июля по сентябрь 1941 года был командиром 303-й стрелковой дивизии.
В 1941—1947 годах — начальник Барнаульского военно-пехотного училища, в 1947—1950 годах занимал пост начальника штаба управления советской военной администрации земли Саксония. В 1951—1954 годах — начальник Казанского суворовского военного училища.
Умер 27 сентября 1954 года (в отставку вышел в том же году). На похоронах присутствовали все кадеты и сотрудники Казанского суворовского училища.

## Награды
- Орден Ленина (21 февраля 1945) — за долголетнюю и безупречную службу в Красной Армии[4]
- Орден Красного Знамени
  - 3 ноября 1944 — за долголетнюю и безупречную службу в Красной Армии[5]
  - 24 июня 1948[6]
- Орден Отечественной войны II степени (22 февраля 1944)[a] — за выдающиеся успехи в боевой и политической подготовке[8][9]

## Комментарии
1. ↑  Представление на награждение датируется 16 ноября 1943 года[7]